# Yvetot Challenger
L'Yvetot Challenger è stato un torneo professionistico di tennis giocato su campi in terra rossa. Faceva parte dell'ATP Challenger Series. L'unica edizione si è disputata a Yvetot in Francia.

## Albo d'oro

### Singolare
| Anno | Campione      | Finalista     | Punteggio     |
| ---- | ------------- | ------------- | ------------- |
| 1992 | Ronald Agénor | Àlex Corretja | 6–4, 2–6, 7–5 |

### Doppio
| Anno | Campioni                         | Finalisti                 | Punteggio     |
| ---- | -------------------------------- | ------------------------- | ------------- |
| 1992 | Marten Renström Mikael Tillström | Jaime Oncins Tomáš Anzari | 7–6, 5–7, 6–2 |